# Manolo Sanchís
Manuel Sanchís Hontiyuelo ili kako je zvan Manolo Sanchís (Madrid, 23. svibnja 1965.) je bivši španjolski obrambeni nogometaš. Bio je dijelom legendarne Realove postave zvane Quinta del Buitre (Pet strvinara). Njegov otac, Manuel Sanchís Martínez, također je bio nogometaš koji je nastupao za madridski Real.

## Klupska karijera
Manolo je svoju karijeru započeo upravo u madridskom gigantu Realu, prolaći kroz sve njegove kategorije. Za Real je debitirao 4. prosinca 1983. Tijekom sljedećih 15 sezona postao je jednim od najvažnijih Realovih igrača. S Realom je osvojio sve što se osvojiti moglo. Kapetansku je vrpcu nosio velikih 13 godina.
Manolo je u mirovinu otišao s 36. godina, nakon što je za Real odigrao više od 700 utakmica, što službenih (524), što neslužbenih.
Jedan je od rijetkih nogometaša koji su u životu nastupali samo za jedan klub.

## Reprezentativna karijera
Prošao je sve Španjolske uzraste od U-18 pa do U-23. Debi za izabranu vrstu Španjolske odigrao je 12. studenoga 1986., protiv nogometne reprezentacije Rumunjske. Odigrao je 48 susreta i postigao 1 pogodak. Posljednja utakmica u nacionalnom dresu bila je 11. ožujka 1992. protiv Sjedinjenih Američkih Država.

## Počasti

### Real Madrid
- Liga prvaka (2): 1998., 2000.
- Kup Uefa (2): 1985., 1986.
- Interkontinentalni kup (1): 1998.
- Španjolska liga (8): 1986., 1987., 1988., 1989., 1990., 1995., 1997., 2001.
- Kup kralja (2): 1989., 1993.
- Španjolski superkup (5): 1988., 1989., 1990., 1993., 1997.
- Španjolski liga-kup (1): 1985.

### Španjolska
- Europsko prvenstvo U-21 (1): 1986.

### Pojedinačno
- Španjolski igrač godine: 1986.

## Vanjske poveznice
- BDFutbol profile
- National team data  Arhivirana inačica izvorne stranice od 31. svibnja 2012. (Wayback Machine) (šp.)
- Real Madrid biography (šp.)